# 아쉬라프 라자르
아쉬라프 라자르(아랍어: أشرف لزعر, Achraf Lazaar, 1992년 1월 22일 ~ )는 모로코의 축구 선수이다. 현재 노바라와 모로코 축구 대표팀에서 뛰고 있다.

## 클럽 경력
카사블랑카에서 태어난 그는 2003년에 부모를 따라 이탈리아로 이민을 왔다. 그는 15살의 나이에 바라세의 유스팀에 입단했고, 2012년 세리에 B에서 1군팀 데뷔하여, 팀에서 가장 유망한 선수 중 한명이 되었다. 2014년 1월에 그는 파비오 다프렐라의 대체 선수로서 세리에 B 선두 팔레르모와 계약했다.

## 국가대표팀 경력
라자르는 모로코 태생이지만 이탈리아 국적 또한 가지고 있었다. 그는 모로코를 택할 것인지 이탈리아를 택할 것인지 확실히 밝히지 않았고, 그에게 진정으로 관심을 가져주는 국가를 선택하겠다고 밝혔다. 팔레르모에서 뛰며 세리에 B에서 인상적인 활약을 펼치자, 모로코 대표팀에서 그에게 관심을 보여 소집에 응하였고, 2014년 5월 23일에 열린 모잠비크와의 친선전에서 데뷔경기를 치루며 팀의 4-0 승리에 기여했다.

## 수상 경력
팔레르모
- 세리에 B: 2013-14

뉴캐슬 유나이티드
- EFL 챔피언십: 2016-17